# Destination Unknown (Mest)
Destination Unknown pubblicato nell'ottobre 2001, è il secondo album della band pop punk Mest.

## Tracce
1. "Opinions" (Lovato) – 3:08
2. "Yesterday" (Rangel) – 2:38
3. "Cadillac" (Lovato) – 2:48
4. "Another Day" (Feldmann/Lovato) – 2:53
5. "Without You" (Lovato) – 2:49
6. "Fuct Up Kid" (Lovato) – 2:02
7. "It's Over" (Lovato) – 2:56
8. "Reason" (Goffin/King/Lovato) – 2:52
9. "Breakin' Down" (Lovato) – 2:31
10. "Chelsea" (Lovato) – 2:55
11. "Misunderstood" (Feldmann/Ranger) – 3:01
12. "Drawing Board" (Lovato) – 3:31
13. "Mother's Prayer" (Feldmann/Lovato) – 2:35
14. "Living Dead" (Lovato) – 5:06

## Formazione
- Tony Lovato - voce, chitarra
- Matt Lovato - basso
- Nick Gigler - batteria
- Jeremiah Rangel - voce, chitarra